# Cryptoneossa minuta
Cryptoneossa minuta är en insektsart som beskrevs av Taylor 1990. Cryptoneossa minuta ingår i släktet Cryptoneossa och familjen rundbladloppor. Inga underarter finns listade i Catalogue of Life.